# Paweł Mykietyn
Paweł Jan Mykietyn (Oława, 20 maggio 1971) è un clarinettista e compositore polacco, autore sino al 2011 di due sinfonie oltre a musica da camera e colonne sonore.

## Biografia
Diplomato in composizione con Wlodzimierz Kotoński nel 1997 presso l'Accademia di Musica di Varsavia, all'età di 22 anni ha fatto il suo debutto al festival internazionale di musica contemporanea di Varsavia , con il lavoro "La Strada". Nel 1995 la sua composizione "3 per 13", commissionata dalla Radio polacca, si è classificata al primo posto nella categoria under 30 presso la Tribuna Internazionale di Compositori dell'UNESCO a Parigi.
Mykietyn è sia fondatore che componente del gruppo "Nonstrom", che si è specializzato nell'esecuzione della musica contemporanea. Dal 1996 in poi ha composto musica per la maggior parte delle produzioni di Krzysztof Warlikowski. Nel 2011 Paweł Mykietyn è stato premiato con la Croce di cavaliere dell'Ordine della Polonia ricevuta per il suo contributo alla cultura nazionale e la promozione dell'arte polacca nel mondo. I suoi preludi per pianoforte sono stati eseguiti per la prima volta in Italia dal pianista Gianluca Imperato.

## Composizioni
- 4 Preludi per pianoforte (1992)
- A Radek (1993)
- 3 per 13 (1994) - primo premio nella categoria dei compositori giovani durante la Tribuna Internazionale dei Compositori dell'UNESCO a Parigi nel 1995, commissionato dalla Radio polacca
- Epifora (1996) - primo premio nella categoria dei compositori giovani al 4th International Rostrum of Electro-acoustic Musica di Amsterdam[3], commissionato dalla Radio polacca
- Concerto per pianoforte (1997)
- I Sonetti di Shakespeare (2000)
- Klave (2004)
- Seconda sinfonia (2007)
- Passione di San Marco (2008)
- Terza sinfonia (2011)

## Discografia
- 2003 – Four Preludes for Piano - (PWA)
- 2007 – Symphony No. 2 - (PWA)
- 2008 – Speechless Song - (PWA)

### Colonne sonore
- 2004 – Ono
- 2008 – 33 sceny z życia
- 2009 – Tatarak
- 2010 – Essential Killing
- 2011 – Elles
- 2013 – W imię...
- 2013 – Walesa - L'uomo della speranza
- 2016 – Wrobiony
- 2017 – Frost
- 2019 – The Other Lamb
- 2022 – EO
- 2024 – All Inclusive
- 2024 – Noi e loro
- 2025 – Tōi yamanami no hikari (遠い山なみの光?)